# Внислав
Внислав (чеш. Vnislav) — четвёртый легендарный чешский князь, потомок Пржемысла Пахаря. Имена князей впервые упомянуты в «Чешской хронике» Козьмы Пражского. Также князья упоминаются в книге Франтишека Палацкого «История чешского народа в Чехии и Моравии».
По одной из теорий, все семеро князей изображены на фресках, сделанных на стенах ротонды в Зноймо в Моравии. По версии Анежки Мерхаутовой, там изображены все члены семьи Пржемысловичей

## Происхождение имени
Имя Внислав имеет общую частицу «слав» (от «слава» или «славянский»), как в именах Святослав, Вячеслав, Венцеслав, Владислав, Ярослав и так далее. О значении «Вни» идут споры. По версии Завижа Каландры, имя Внислав в переводе со старославянского означает «среда», а Вниславом звали древнеславянского бога-покровителя купцов. По другой версии, имена князей появились в результате неверного перевода одного из старинных текстов.

## Семь мифических князей
| Семь князей Чехии после Пржемысла | Семь князей Чехии после Пржемысла |
| --------------------------------- | --------------------------------- |
| Незамысл                          |                                   |
| Мната                             |                                   |
| Войен                             |                                   |
| Внислав                           |                                   |
| Кржесомысл                        |                                   |
| Неклан                            |                                   |
| Гостивит                          |                                   |